# Historia de las cúpulas renacentistas italianas
Las cúpulas renacentistas italianas se refiere a las cúpulas diseñadas durante el período Renacimiento italiano, siglos XV y XVI, en la ciudad de Florencia. Nacido en Florencia, el estilo se extendió a Roma y Venecia e hizo de la combinación de cúpulas, tambores y bóvedas de cañón las formas estructurales estándar.
Los arquitectos más notables durante el Renacimiento italiano fueron Filippo Brunelleschi —constructor de la cúpula de la catedral de Florencia—, Donato Bramante, Andrea Palladio y Miguel Ángel —diseñador de la cúpula de la Basílica de San Pedro.

## SigloXV

### Catedral de Florencia

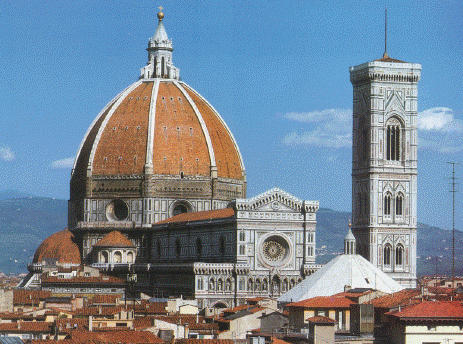
La Catedral de Santa María del Fiore en Florencia

Después de años de considerar las opciones, en 1420 Filippo Brunelleschi y Lorenzo Ghiberti se convirtieron en líderes conjuntos del proyecto para construir la cúpula de la catedral de Florencia. El plan de Brunelleschi de usar andamios suspendidos para los trabajadores se impuso sobre otras alternativas como la construcción de una columna de soporte de piedra provisional el centro del crucero o del relleno del espacio con tierra. La bóveda de ladrillo octogonal fue construida entre 1420 y 1436, y Ghiberti renunció en 1433. La linterna del techo que corona la cúpula, también diseñada por Brunelleschi, no se inició hasta 1446, después de su muerte. Fue terminada en 1467. También había planeado construir una galería externa de dos pisos y una cornisa en la parte superior del tambor donde hoy se puede ver una franja de mampostería sin revestimiento. Aunque una parte de ella se construyó en el lado sureste a partir de 1508, los trabajos se detuvieron después de que el efecto visual fuera criticado por Miguel Ángel.
La cúpula tiene 42 metros de luz y está hecha de dos cáscaras.  Una escalera serpentea entre ellas. Ocho nervaduras externas de piedra blanca marcan los bordes de los ocho lados, junto a las tejas rojas de cobertura, y se extienden desde la base de la cúpula hasta la base de la linterna. Cada uno de los ocho lados de la cúpula también oculta un par de nervaduras de piedra intermedias que están conectadas a las nervaduras principales por medio de una serie de anillos de mampostería. Todavía existe un anillo de tensión de madera temporal cerca de la base de la cúpula. Tres cadenas horizontales de bloques de arenisca con muescas juntas y reforzadas con alambres de hierro recubiertos de plomo también se extienden en toda la circunferencia de la cúpula: una en la base (donde los puntales radiales de esta cadena sobresalen hacia el exterior), una a un tercio y la última a los dos tercios. Solo se han observado cuatro grietas importantes en la cúpula interior, comparadas con unas catorce en cada una de las cúpulas del Panteón y la Basílica de San Pedro.
Aunque el diseño de la cúpula es muy diferente al del Panteón de Agripa y no está claro cuáles fueron las influencias, comparte algunas similitudes con las cúpulas de ladrillo anteriores y más pequeñas en Persia. El uso de un patrón de espiga en el ladrillo permitió completar secciones horizontales cortas de las capas de la cúpula como unidades autoportantes. Con más de 32 metros de altura, sigue siendo la cúpula de mampostería más grande jamás construida. La cúpula en si no es de estilo renacentista, aunque la linterna está más cerca.

Cúpula de  Santa María del Fiore en Florencia
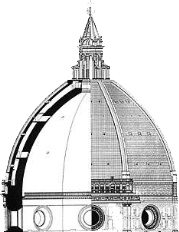
Sección
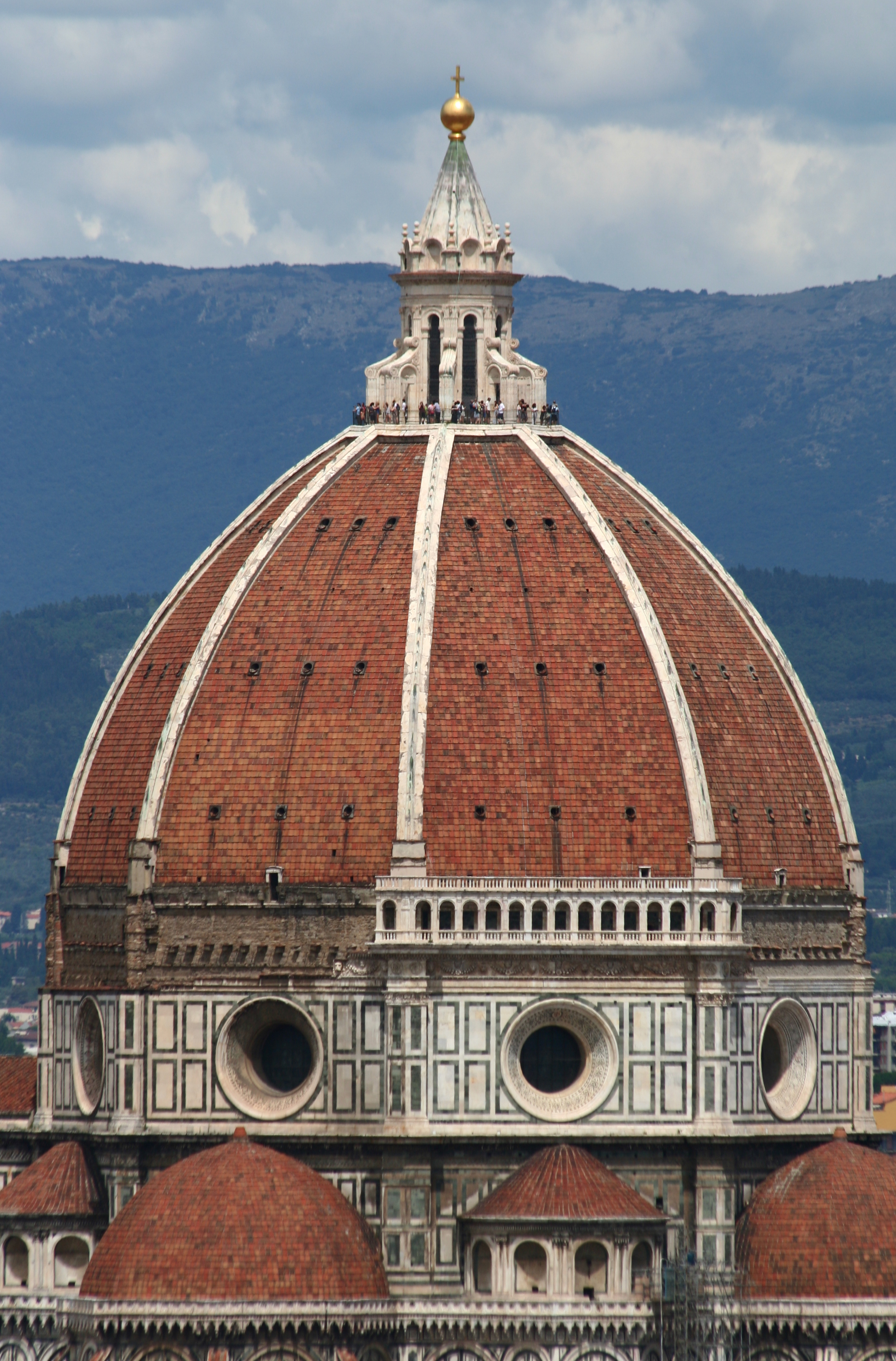
Perfil de la cúpula
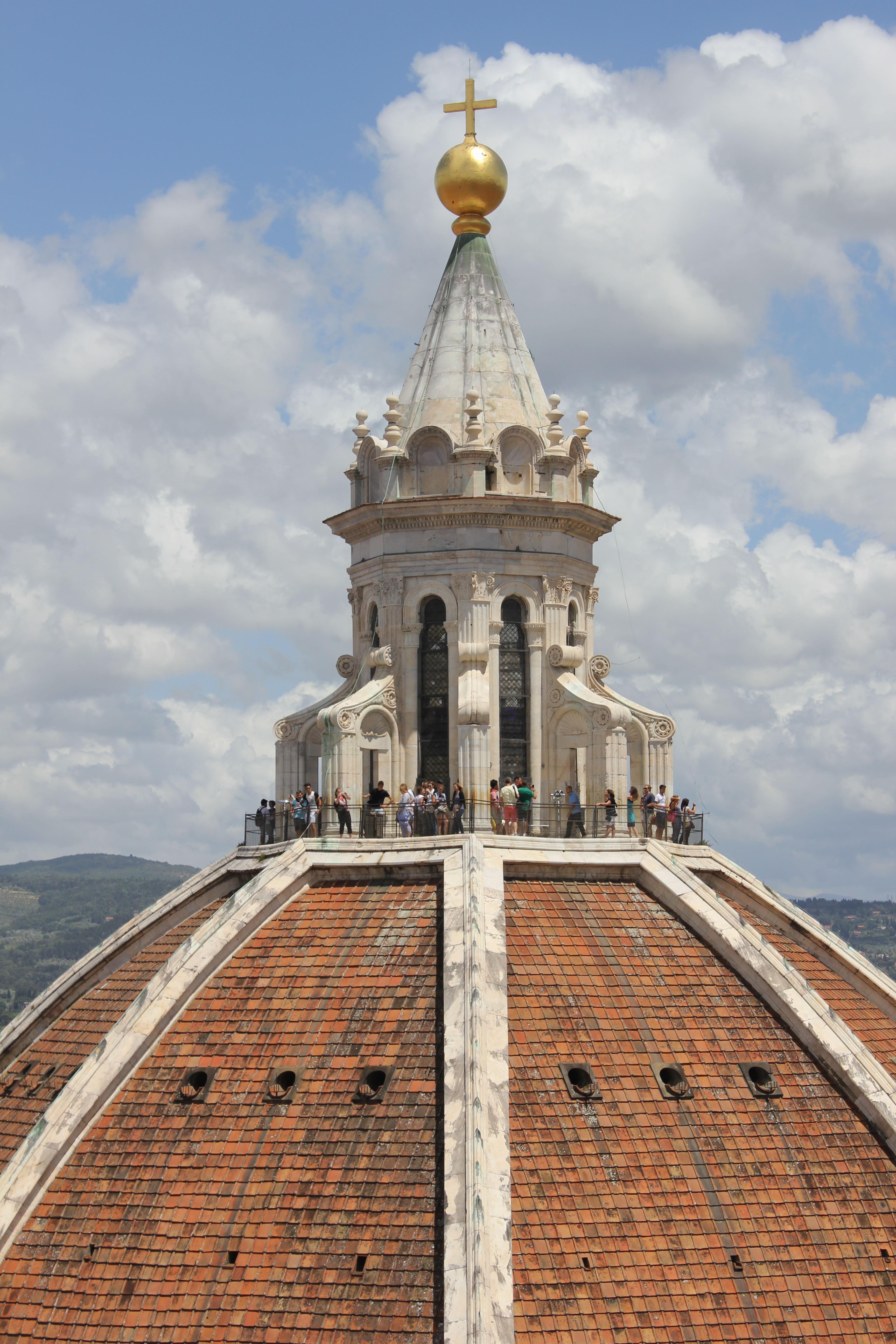
Detalle de la linterna
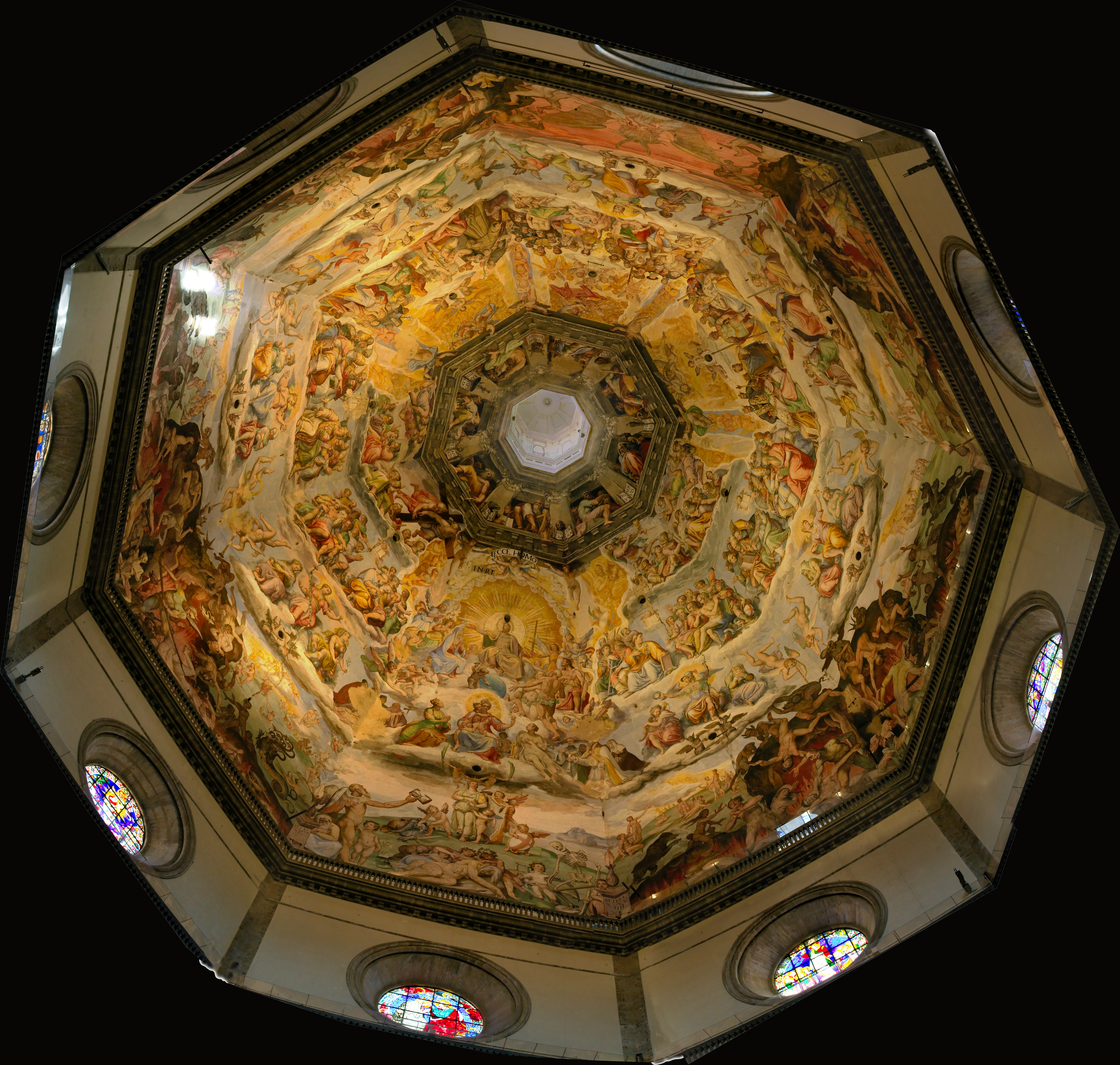
Interior
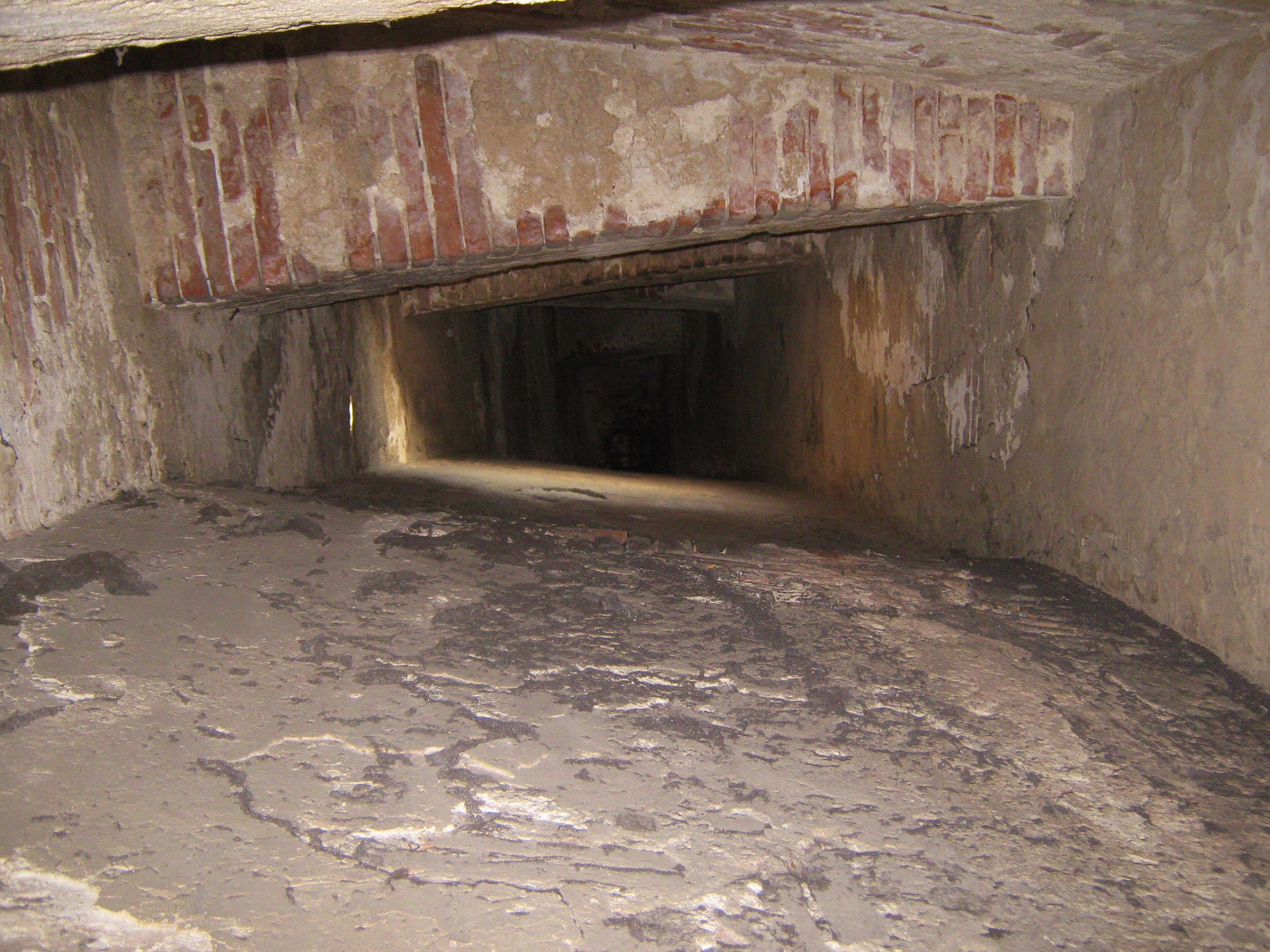
Espacio entre las dos cáscaras

### Estructura y estilo
La combinación de cúpula, tambor, pechinas y bóvedas de cañón se desarrolló como las formas estructurales características de las grandes iglesias renacentistas después de un período de innovación a finales del siglo XV. Florencia fue la primera ciudad italiana en desarrollar el nuevo estilo, seguida de Roma y luego de Venecia. Desde finales del siglo XV, los arcos de medio punto se convirtieron en preferidos en Milán, pero las cúpulas redondeadas tuvieron menos éxito debido a las dificultades estructurales en comparación con las de perfiles puntiagudos.

#### Florencia

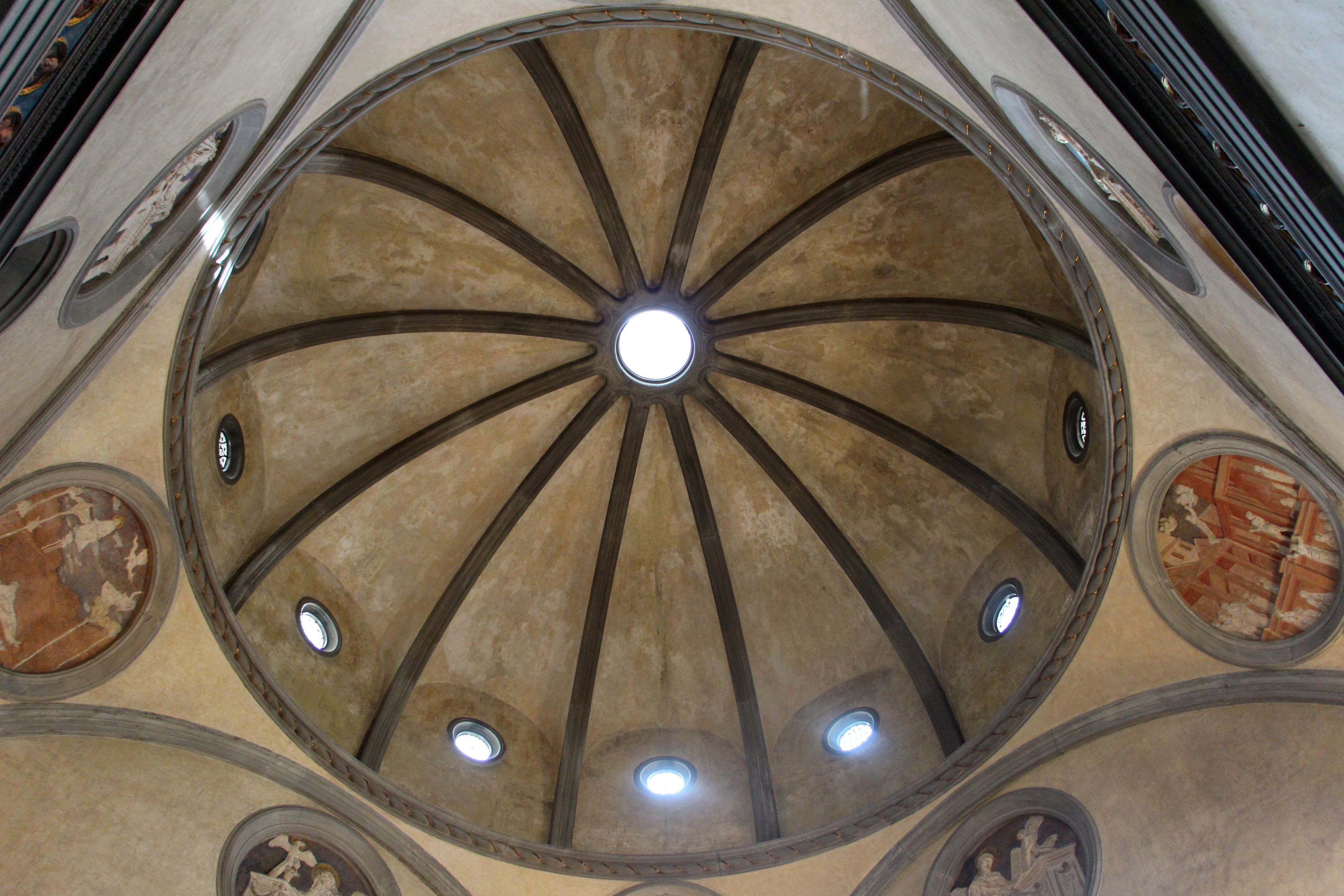
La Sacristía Vieja de la basílica de San Lorenzo, Florencia

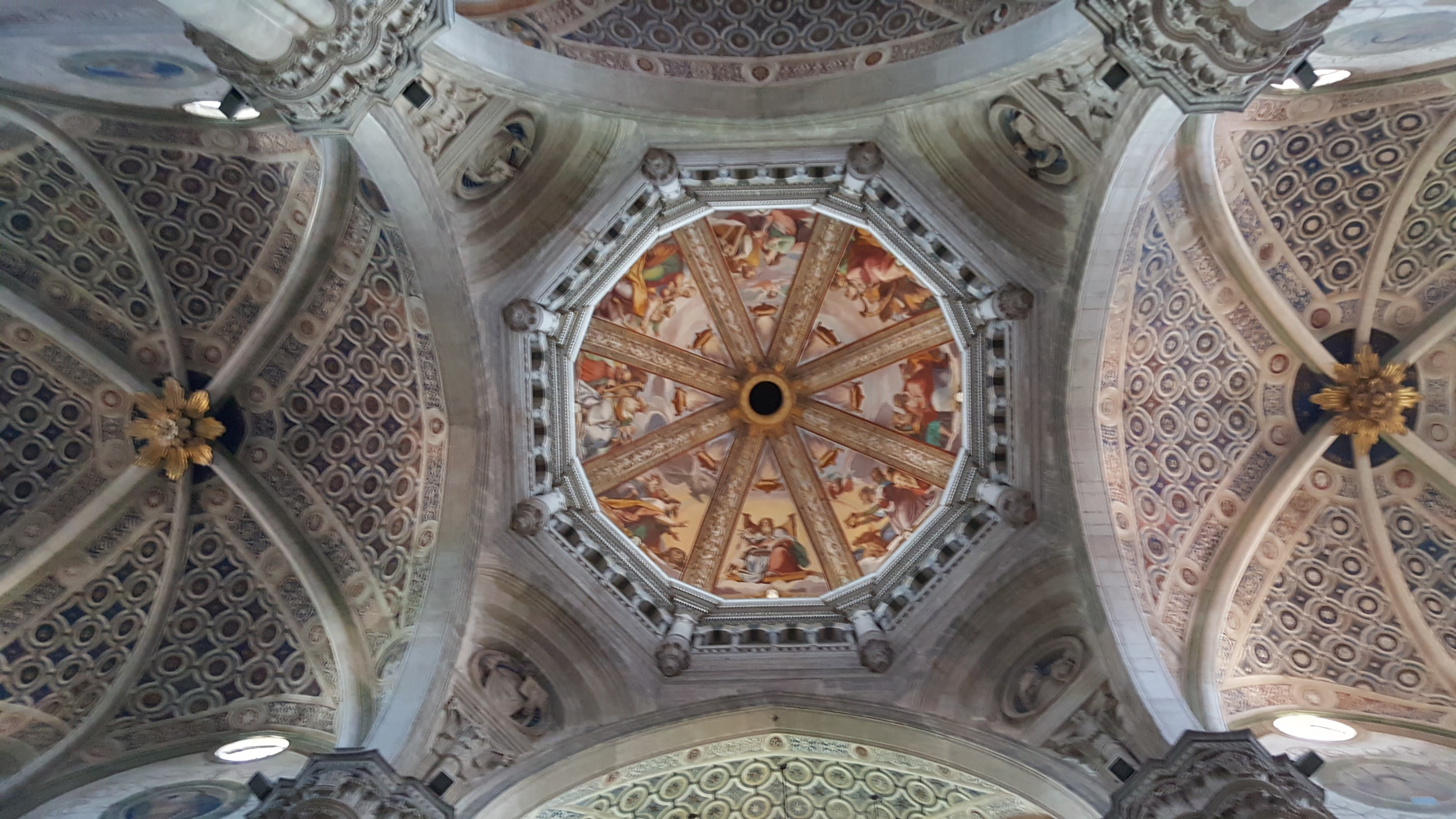
Interior de la cúpula de la Certosa di Pavia (1396-1473)

Los ejemplos de Florencia son principalmente de principios del Renacimiento, en el siglo XV. Las ciudades dentro de la zona de influencia de Florencia, como Génova, Milán y Turín, produjeron principalmente ejemplos más tarde, a partir del siglo XVI. Las cúpulas de Brunelleschi en San Lorenzo y la capilla Pazzi (1442-1443) las establecieron como un elemento clave de la arquitectura renacentista. Su plan para la cúpula de la capilla Pazzi en la basílica de la Santa Croce (1430-1452) ilustra el entusiasmo renacentista por la geometría y por el círculo como la forma suprema de la geometría. Doce costillas entre doce ventanas circulares convergen en un pequeño óculo. La cúpula circular descansa sobre pechinas decoradas con medallones circulares de cerámica florentina. Este énfasis en lo esencial geométrico será muy influyente. La cúpula de la Certosa di Pavia (1396-1473) tiene un diseño de rueda con nervaduras o radios. La cúpula de San Sisto en Piacenza (1499-1514) es circular y también incluye pechinas con medallones circulares.  Otro ejemplo temprano es el diseño de Giuliano da Sangallo en 1485 de una cúpula en la iglesia de Santa Maria delle Carceri en Prato. Como el de la capilla Pazzi, la cúpula es de nervaduras.  Otra cúpula renacentista con un diseño de rueda con nervaduras o con radios es la de la  Madonna di Campagna en Piacenza (1522-1528).

Cúpulas florentinas y en áreas de influencia
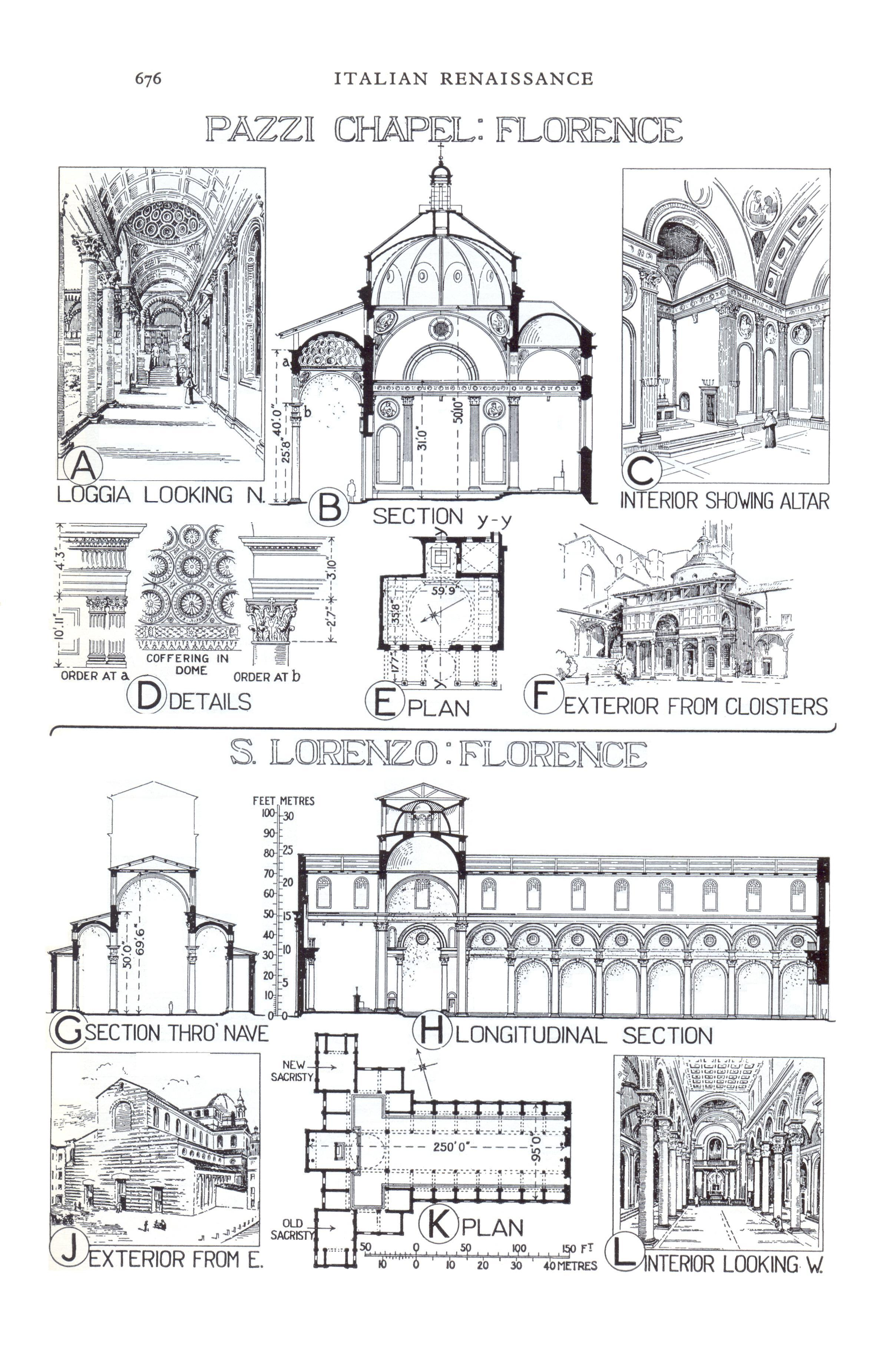
Planos de San Lorenzo y la capilla Pazzi, ambos de Brunelleschi
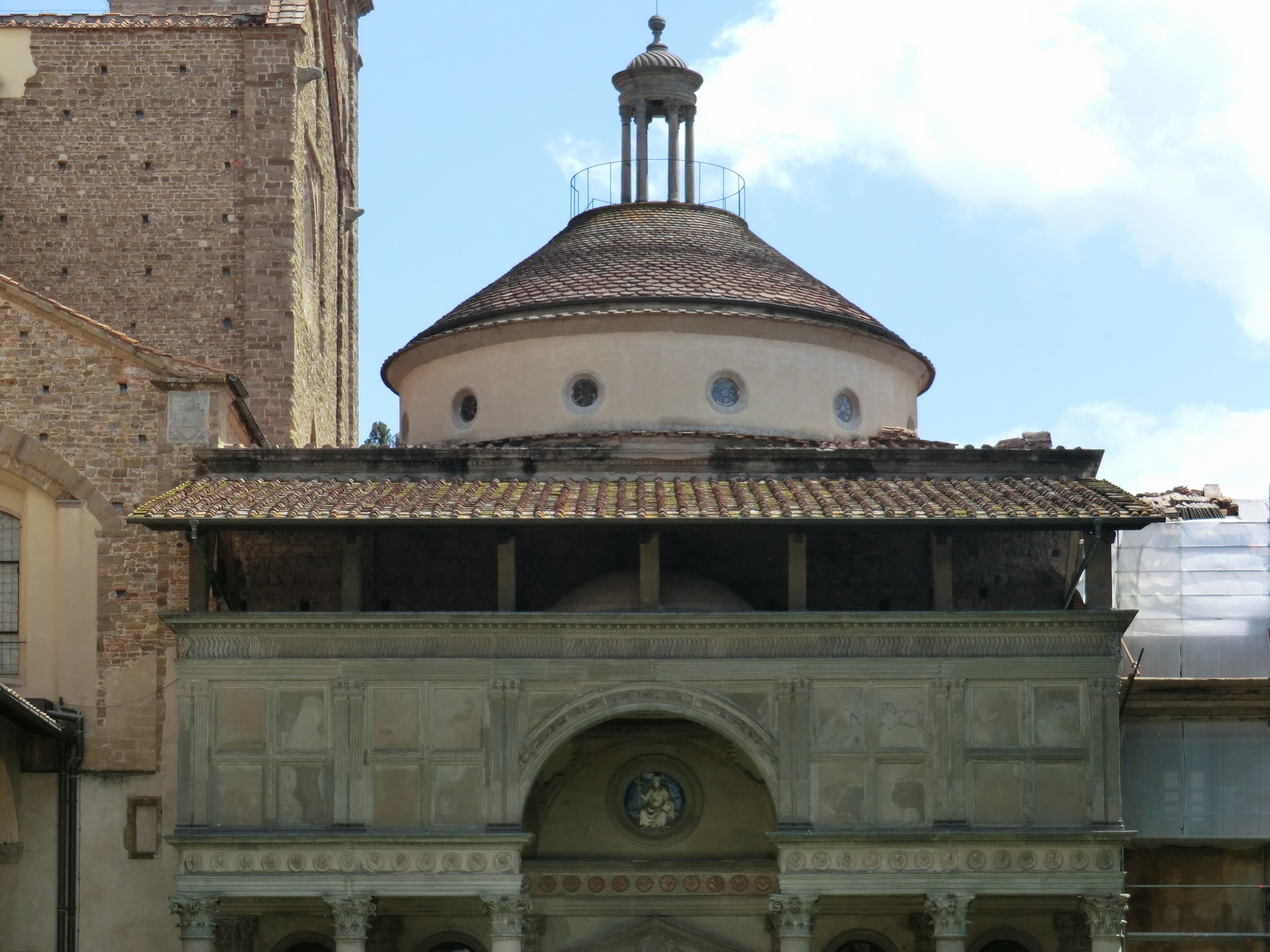
Capilla Pazzi (1442-1443)
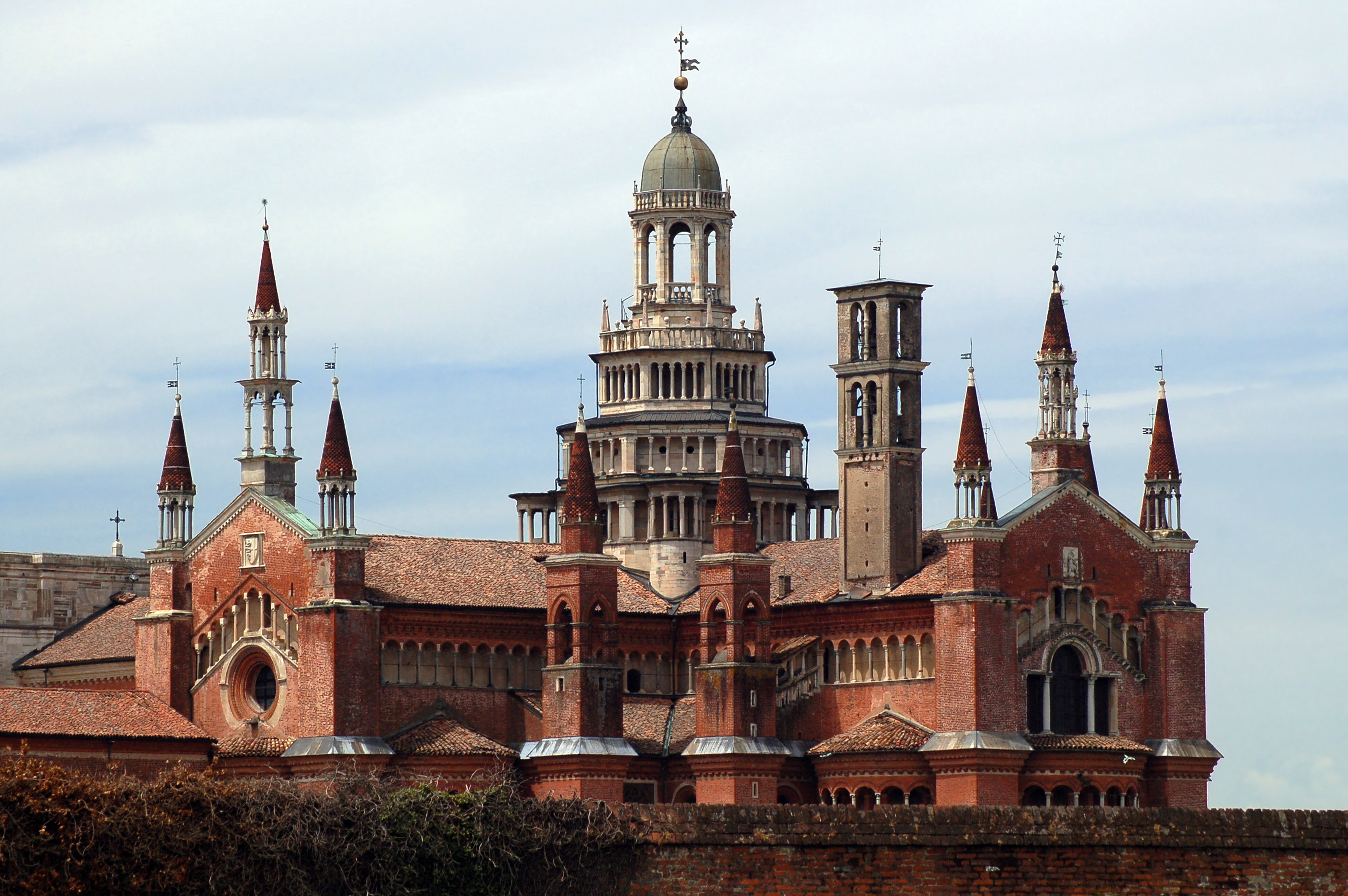
Certosa di Pavia
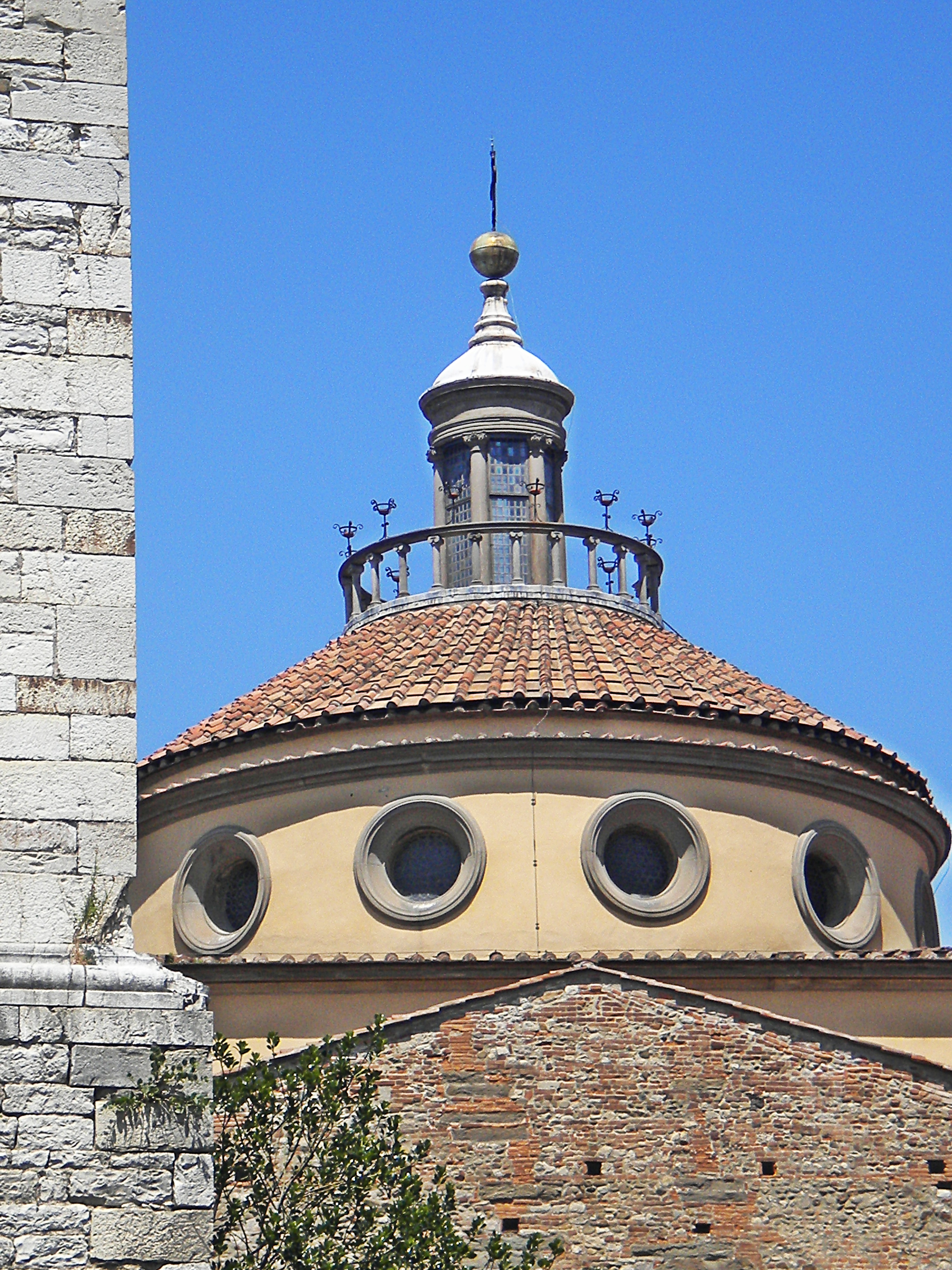
Santa Maria delle Carceri (1486-1495) en Prato, de Giuliano da Sangallo
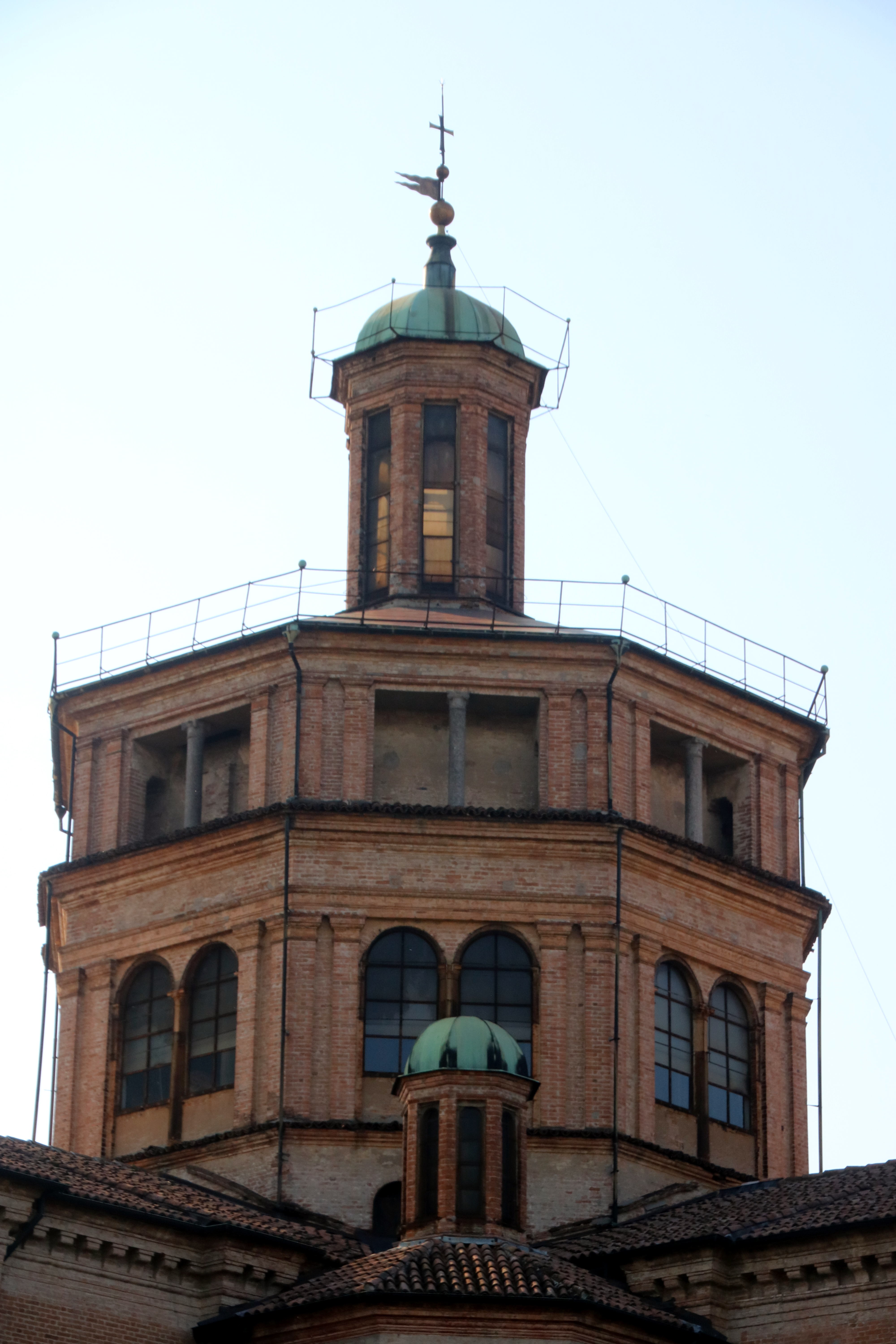
Madonna di Campagna en Piacenza (1522-1528)

#### Roma
De re aedificatoria, escrita alrededor de 1452 por Leon Battista Alberti y dedicada al papa Nicolás V, recomendaba las bóvedas de casetones para las iglesias, como en el Panteón, y el primer diseño para una cúpula en la basílica de San Pedro en Roma generalmente se le atribuye a él, aunque el arquitecto recordado es Bernardo Rossellino. Bajo Nicolás V, la construcción comenzó entre 1451 y 1455 en una ampliación de la antigua basílica de San Pedro para crear una planta de cruz latina con una cúpula y una linterna de 100 brazos de altura sobre un crucero de 44 brazos de ancho (unos 24,5 m). Poco más que los cimientos y parte de las paredes del coro se completaron antes de que se detuviera el trabajo tras la muerte de Nicolás V. Esa innovación culminaría en los proyectos de 1505-1506 de Bramante para una basílica de San Pedro completamente nueva, y durante todo el siglo XVI el Renacimiento usara un conjunto de cúpula y bóveda de cañón que desplazará el uso de las bóvedas de crucería góticas.

#### Venecia

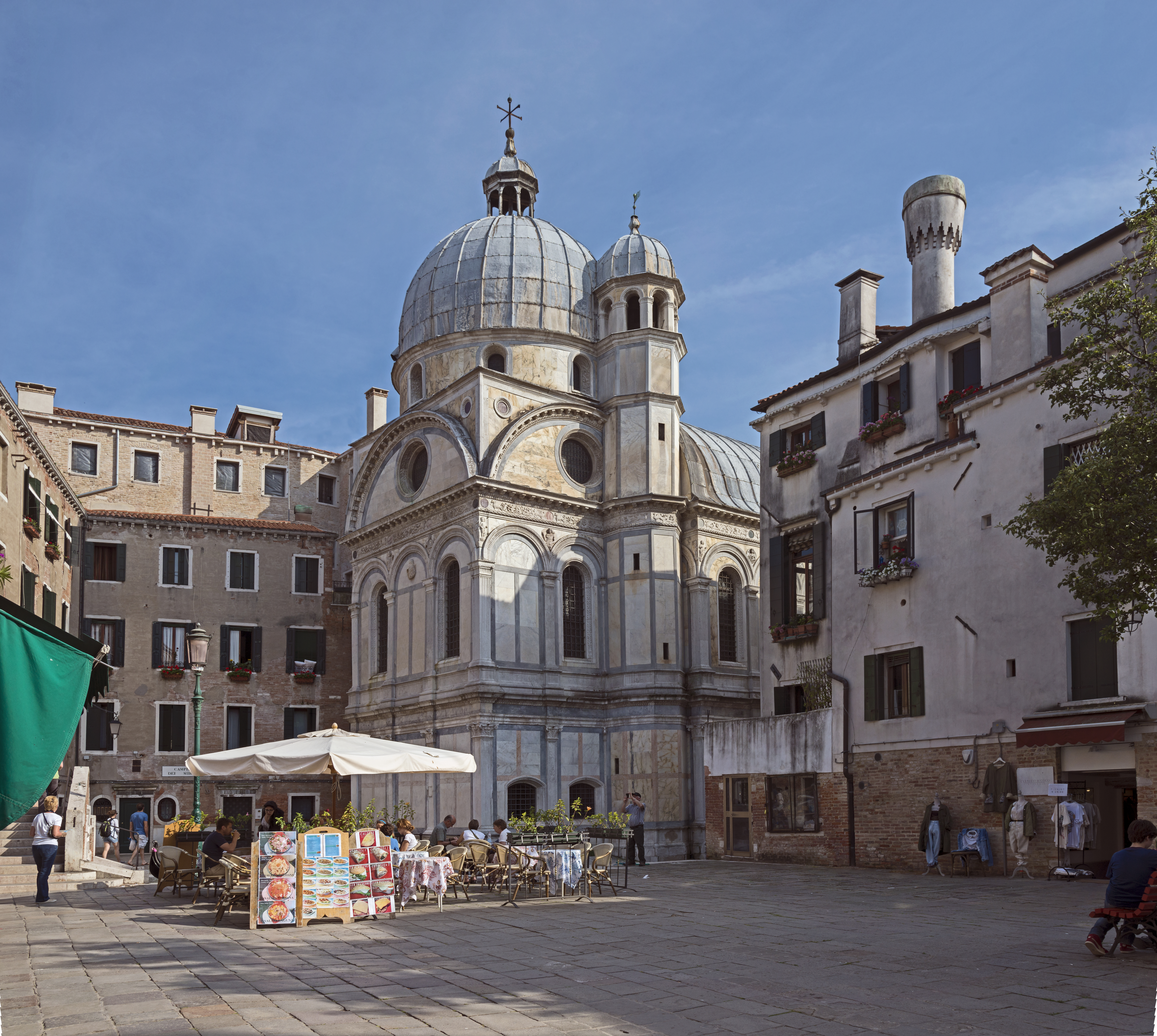
Cúpula sobre la sacristía de Santa Maria dei Miracoli

La arquitectura renacentista veneciana, tal vez retrasada debido a la independencia política de la república de Venecia, se mezcló con la tradición arquitectónica veneciana existente de influencia oriental. Pietro Lombardo diseñó la iglesia de Santa Maria dei Miracoli (1481-1489) con una cúpula sobre la sacristía. La cúpula de mampostería sobre un corto tambor y pechinas está cubierta por una cúpula exterior de madera más alta con una linterna. Hay una evidente influencia de la arquitectura bizantina en la línea de las tres cúpulas sobre la nave y el crucero de la iglesia de San Salvador, construida entre 1506 y 1534 por Giorgio Pietro Spavento y Tullio Lombardo.

## SigloXVI

### Bramante

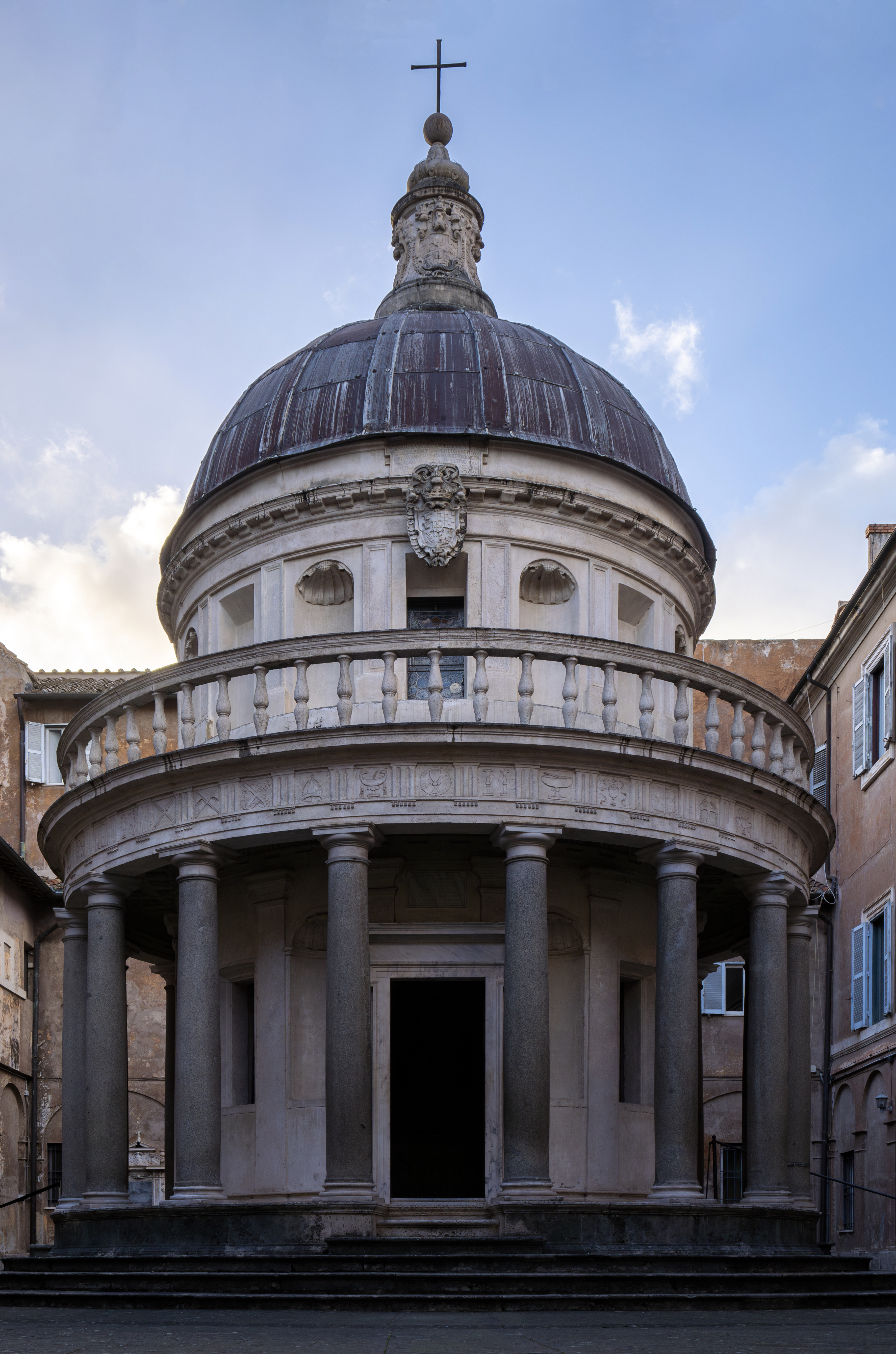
El Tempietto en Roma

El Tempietto, un pequeño edificio acupulado inspirado en el Templo de Vesta, fue construido en 1502-1510 por Bramante en el claustro de San Pietro in Montorio para conmemorar el sitio del martirio del apóstol san Pedro. Desde entonces, ha inspirado numerosas copias y adaptaciones, incluida la Cámara Radcliffe, el mausoleo del Castillo de Howard y las cúpulas de la basílica de San Pedro, de la catedral de San Pablo, del Panthéon y del Capitolio de los Estados Unidos.
El diseño inicial de Bramante para la reconstrucción de la basílica de San Pedro proponía una planta en cruz griega con una gran cúpula hemisférica central y cuatro cúpulas más pequeñas a su alrededor en un patrón de quincunce. Los trabajos comenzaron en 1506 y continuaron bajo una sucesión de constructores durante los siguientes 120 años.  El proyecto de Bramante para San Pedro marcó el comienzo del desplazamiento de la bóveda de crucería gótica en favor de la combinación de cúpula y bóveda de cañón.  Las inspiraciones propuestas para la planta de Bramante han variado desde algunos bocetos de Leonardo da Vinci hasta la iglesia bizantina de quincunce y la cúpula de la basílica de San Lorenzo de Milán.  Completó los cuatro pilares centrales masivos y los arcos que los unían en 1512, pero se detectaron grietas en los arcos entre 1514 y 1534, posiblemente debido a un asentamiento. Los dos pilares orientales descansan sobre una marga sólida y arcilla, mientras que los otros dos descansan sobre restos de construcciones romanas anteriores. También pudo haber influido que los pilares y los arcos se dejaron en pie con los contrafuertes incompletos durante más de 30 años mientras la construcción estuvo detenida.

### Miguel Ángel

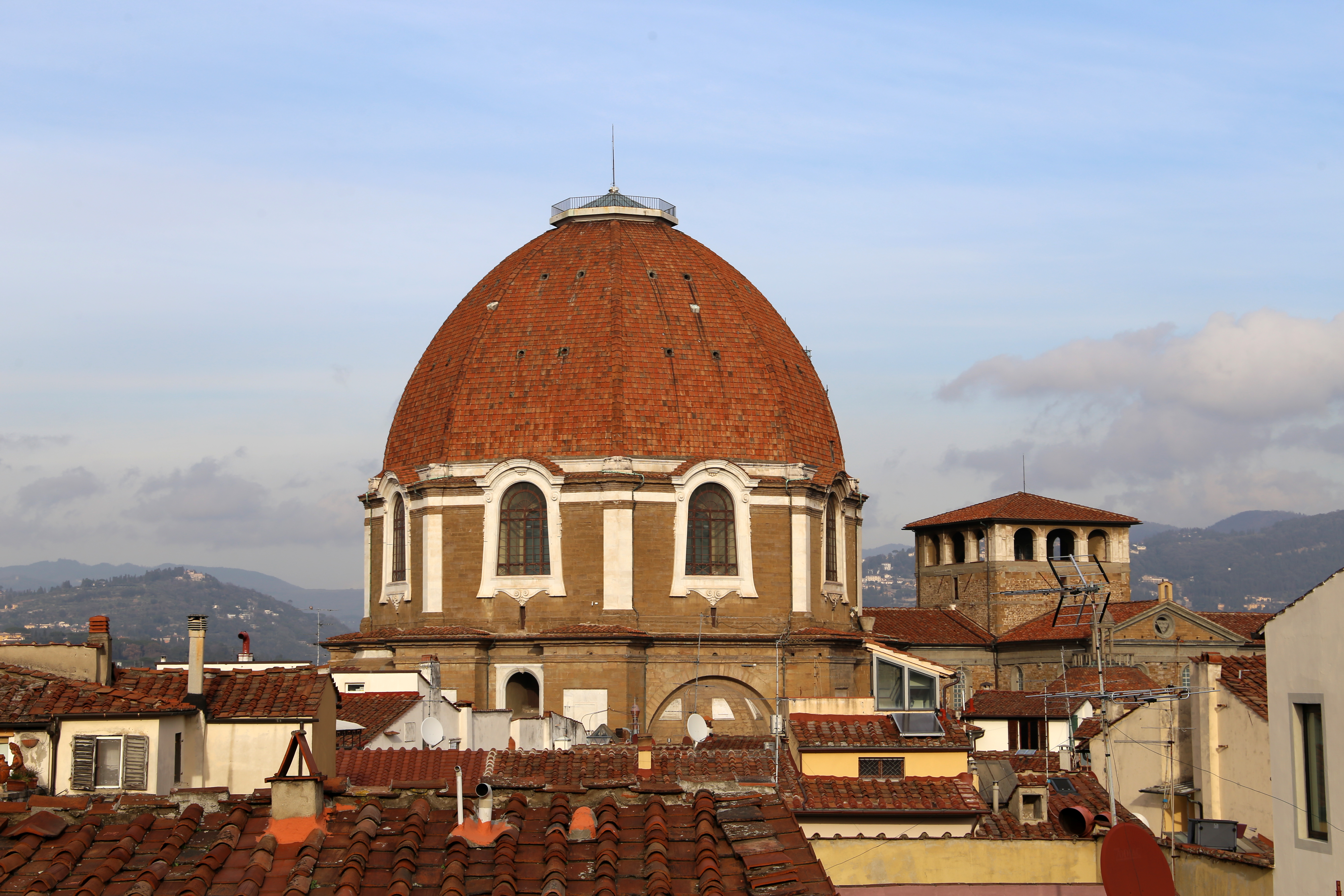
Cúpula de la capilla de los Medici (1521-1534)

La capilla de los Medici en Florencia fue diseñada por Miguel Ángel y construida entre 1521 y 1534. Alberga las tumbas de Giuliano de Médici y de Lorenzo de Médici.
Miguel Ángel heredó el proyecto para diseñar la cúpula de la basílica de San Pedro en 1546. Anteriormente había estado hasta 1514 en manos de Bramante (con Giuliano da Sangallo y Fra Giovanni Giocondo), y luego, hasta 1520, de Rafael Sanzio (asistido por Giuliano da Sangallo y Fra Giovanni Giocondo) y Antonio da Sangallo el Joven (con Baldassare Peruzzi), cuyo trabajo fue interrumpido por el saqueo de Roma en 1527.  El diseño había sido alterado por Giuliano da Sangallo pasando de ser hemisférico a tener 9 metros más de altura, segmentario y con nervaduras, y había fortalecido los pilares y completado la construcción de las pechinas.
Miguel Ángel rediseñó la cúpula para tener dos cáscaras, una estructura interna mayormente de ladrillo y tres cadenas de hierro para resistir la presión externa. Su cúpula era un diseño hemisférico más bajo.  Reforzó aún más los pilares al eliminar los nichos en ellos y la escalera de caracol interna. Miguel Ángel obtuvo un decreto del papa Julio III que amenazaba con una interdicción contra cualquiera que modificara su diseño, completara la construcción de la base del tambor en mayo de 1558 y pasó desde  noviembre de 1558 a diciembre de 1561 creando una maqueta de madera detallada. La construcción del tambor se completó unos meses después de su muerte en 1564. Dieciséis pares de columnas se proyectan hacia fuera entre dieciséis ventanas en el tambor para actuar como contrafuertes, y están alineadas con las dieciséis costillas del domo y las columnas emparejadas de la linterna.  Miguel Ángel, artista y escultor, en lugar de ingeniero, no creó planos de ingeniería completos para la cúpula y su maqueta carecía de detalles de construcción. La cúpula de la basílica de San Pedro fue construida más tarde por Giacomo della Porta y Domenico Fontana.

La cúpula de la basílica de San Pedro
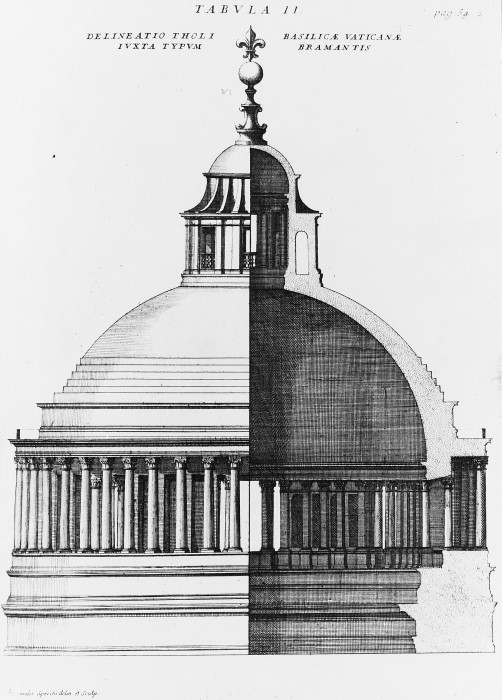
Cúpula proyectada por Bramante
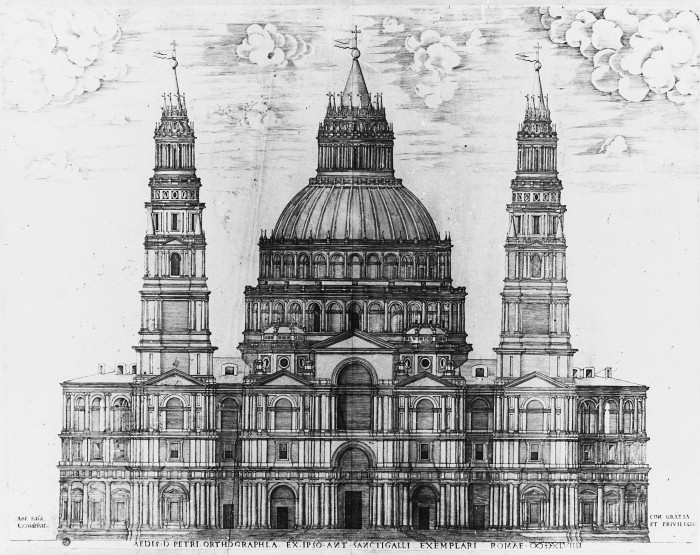
Proyecto de Antonio da Sangallo
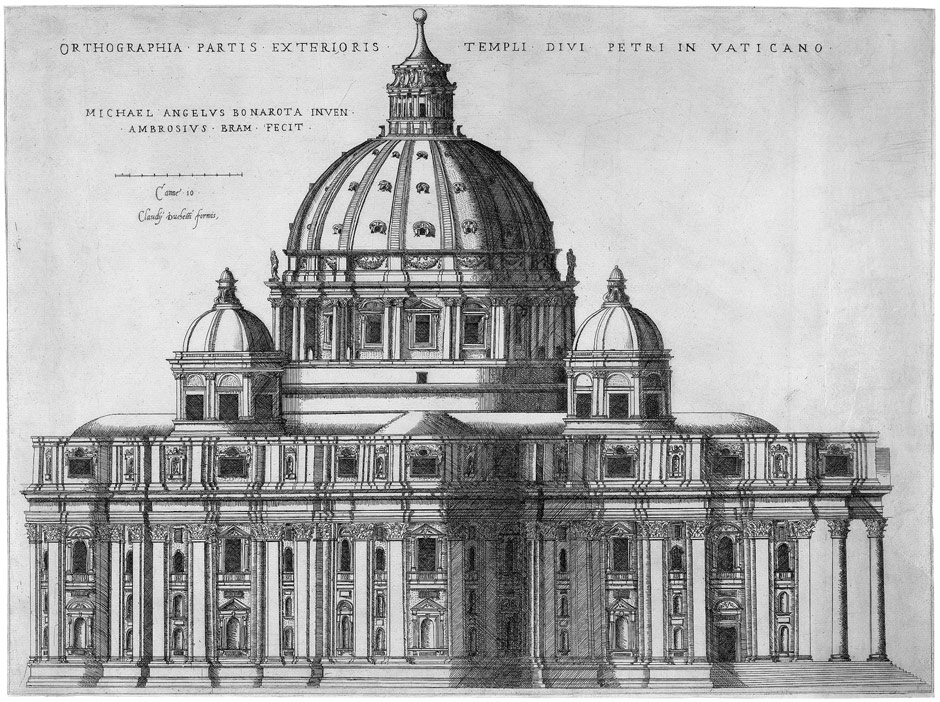
Reconstrucción del proyecto miguelangelesco
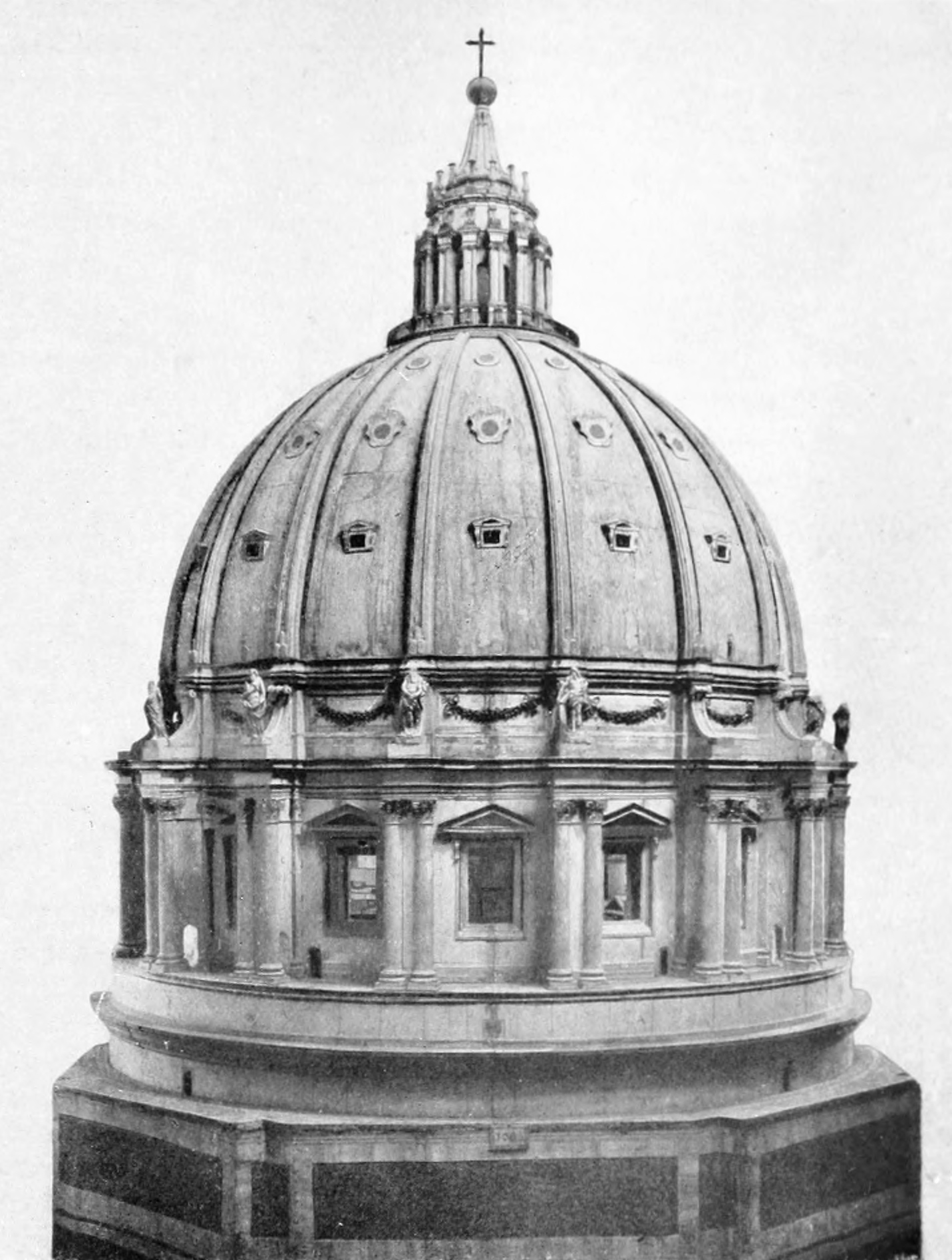
Maqueta de madera de la cúpula

### Óvalos
La publicación del tratado de Sebastiano Serlio, uno de los tratados arquitectónicos más populares jamás publicados, fue responsable de la difusión del óvalo en la arquitectura del Renacimiento tardío y del barroco. El Libro I (1545), sobre geometría, incluía técnicas para crear óvalos, y el Libro V (1547), sobre arquitectura, incluía un diseño para una iglesia ovalada. La primera iglesia con una cúpula ovalada en el período del Renacimiento fue Sant'Andrea in Via Flaminia, construida entre 1550 y 1554 por Vignola. El uso de la cúpula ovalada se extendió rápidamente a través de Italia, España, Francia y Europa central.
Tales cúpulas permitieron una síntesis de los dos tipos fundamentales de iglesias, de planta longitudinal y central, y se volverían características de la arquitectura barroca y de la Contrarreforma. La iglesia de Sant'Anna dei Palafrenieri (c. 1568-1575), diseñada por Vignola y completada por su hijo Giacinto Barozzi, fue la primera iglesia en tener una cúpula ovalada sobre una planta ovalada.

### Palladio

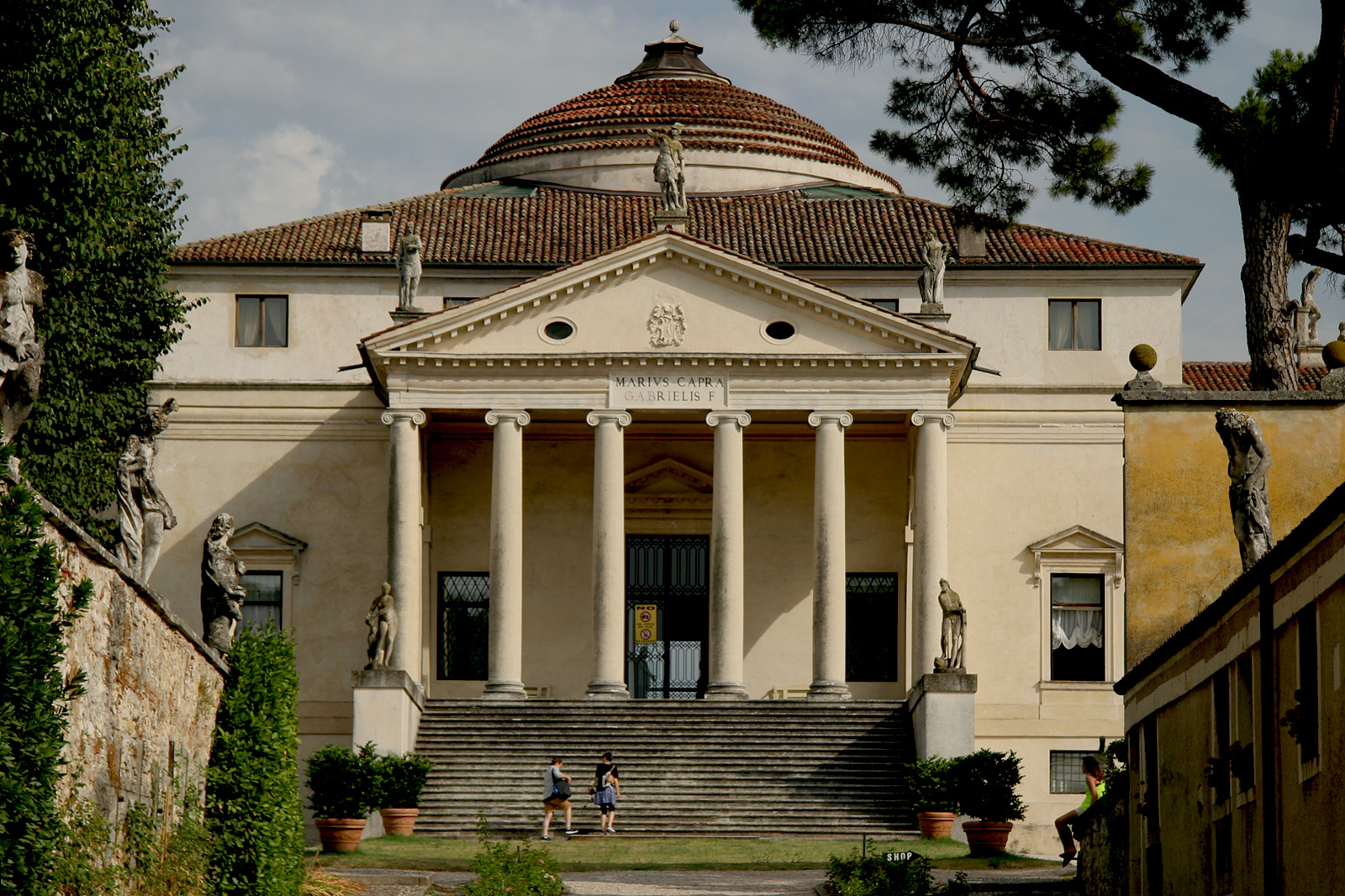
Villa Capra (1565-1569), con la primera cúpula en un edificio residencial que apenas se manifiesta en el exterior.

La Villa Capra, también conocida como La Rotonda, fue construida por Andrea Palladio de 1565 a 1569 cerca de Vicenza. Su planta cuadrada altamente simétrica está centrada en una sala circular cubierta por una cúpula, y será muy influyente en los arquitectos georgianos del siglo XVIII en Inglaterra, en los arquitectos en Rusia y los arquitectos en América, entre ellos Thomas Jefferson. Con el uso de la cúpula aplicada por primera vez a un edificio residencial, Palladio enfrenta el tema de la planta central, reservada hasta ese momento a la arquitectura religiosa. Aunque han existido otros ejemplos de esta combinación,  la Rotonda permanece como ejemplo único de la arquitectura de todos los tiempos, un modelo ideal reconocido. 
Las dos iglesias con cúpula de Palladio en Venecia son Il Redentore (1577-1592) y San Giorgio Maggiore (1565-1610), la primera construida en acción de gracias por el final de un brote de peste en la ciudad.

Cúpulas palladianas
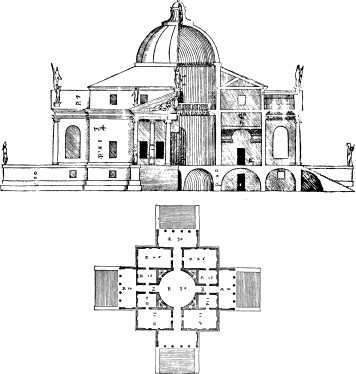
Sección y planta de la Villa Capra tal como aparecen en I Quattro Libri dell'Architettura (publicado por Palladio en 1570)
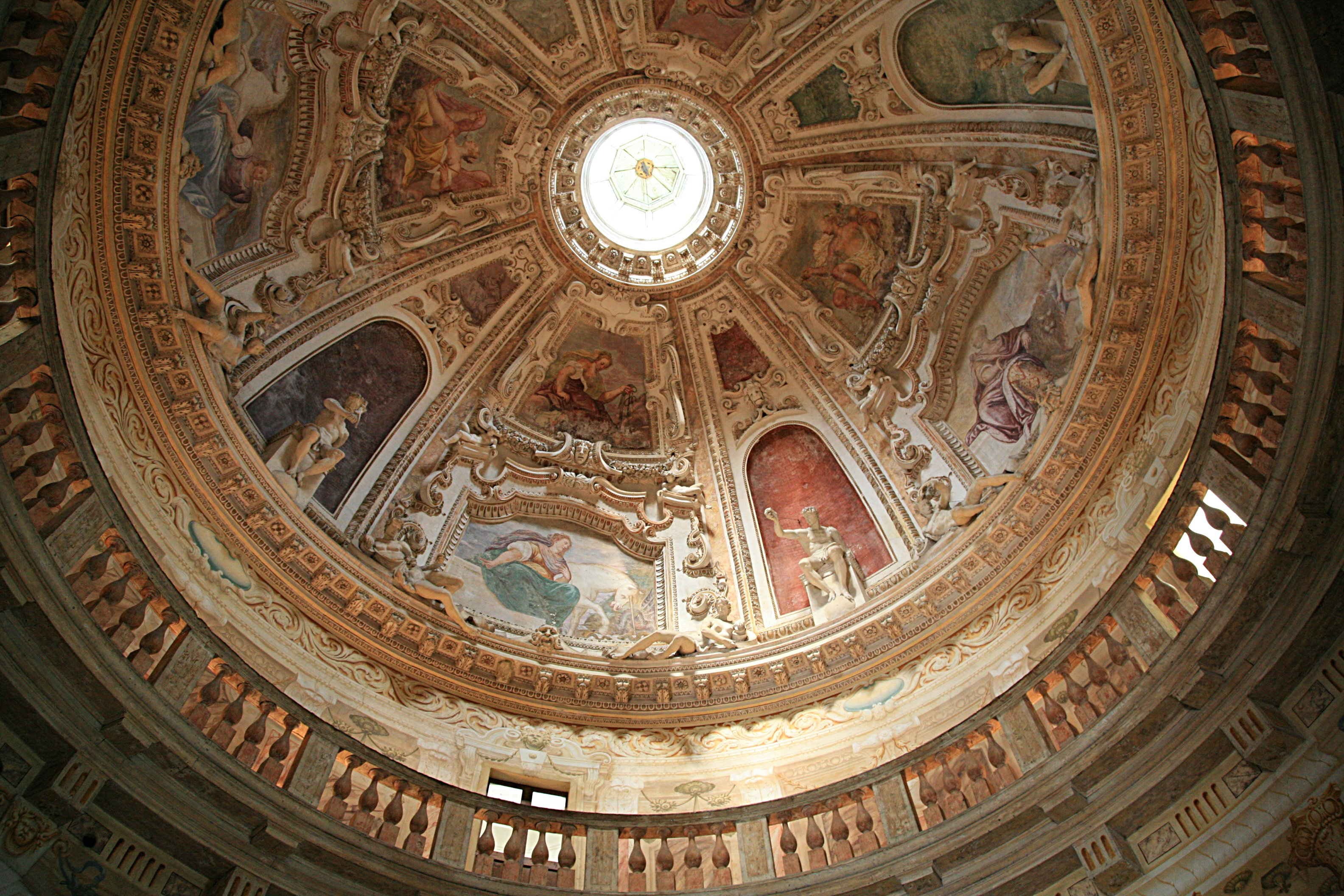
Cúpula interior de villa Capra
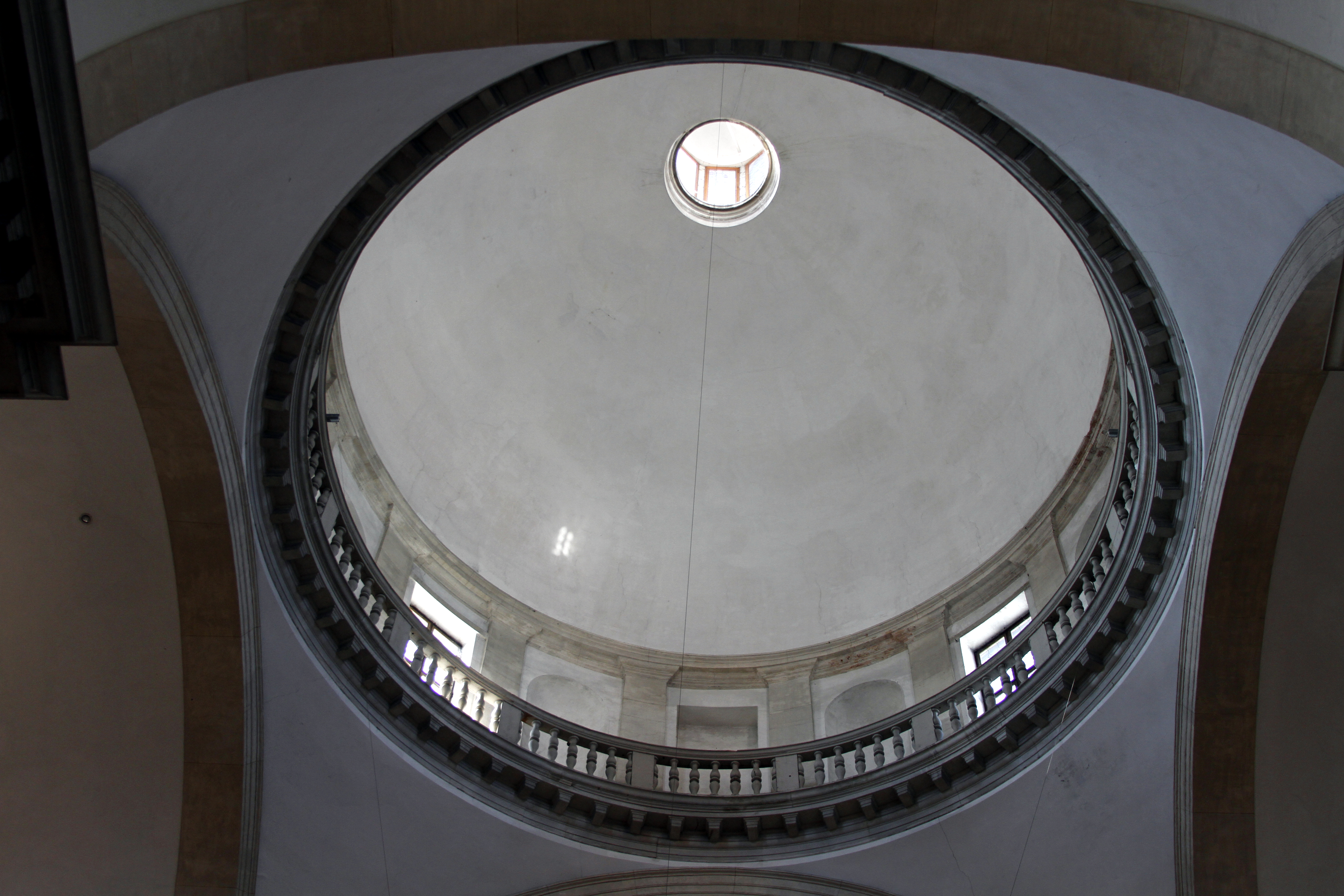
Interior desnudo de San Giorgio Maggiore
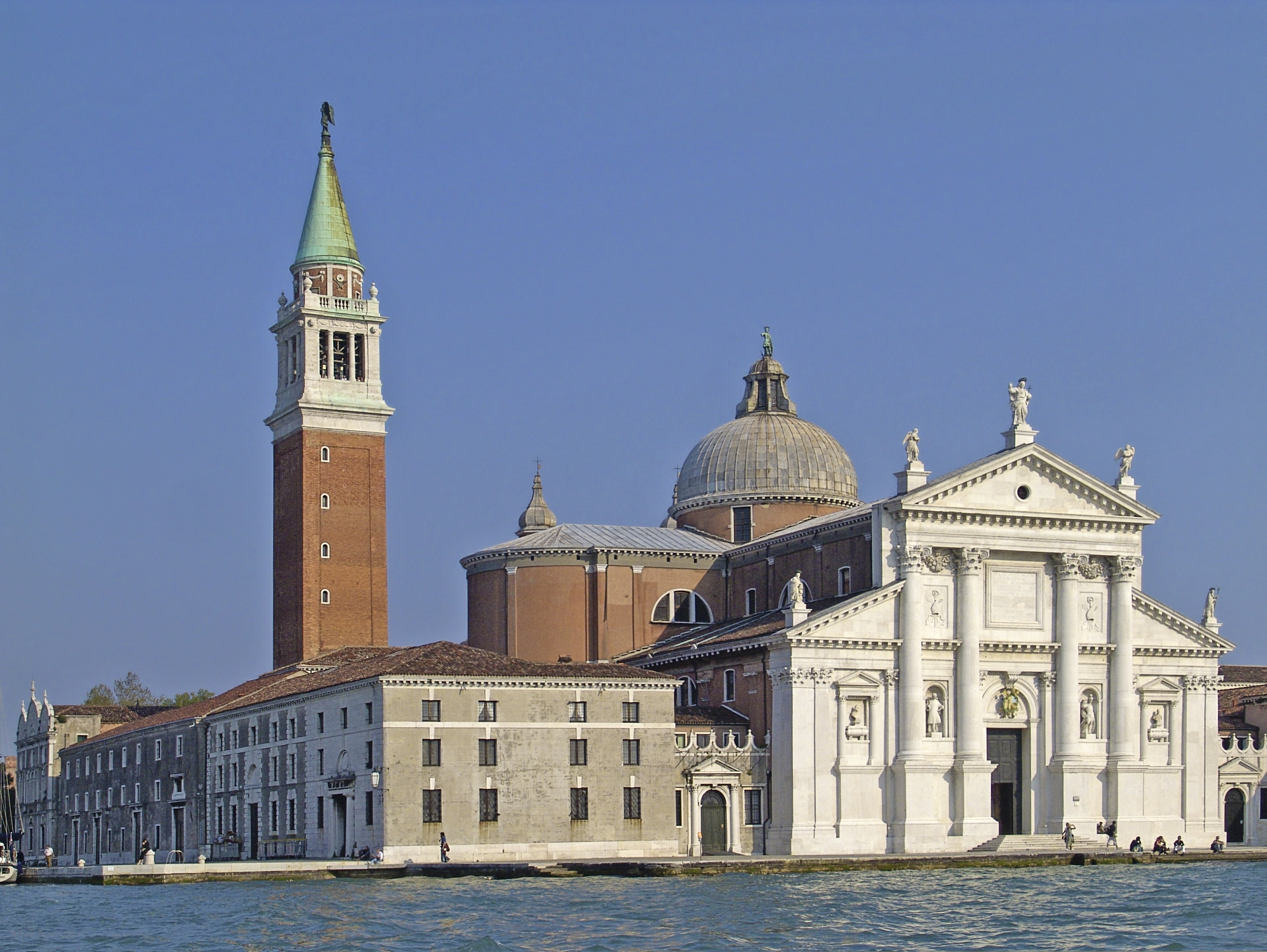
San Giorgio Maggiore (1565-1610)
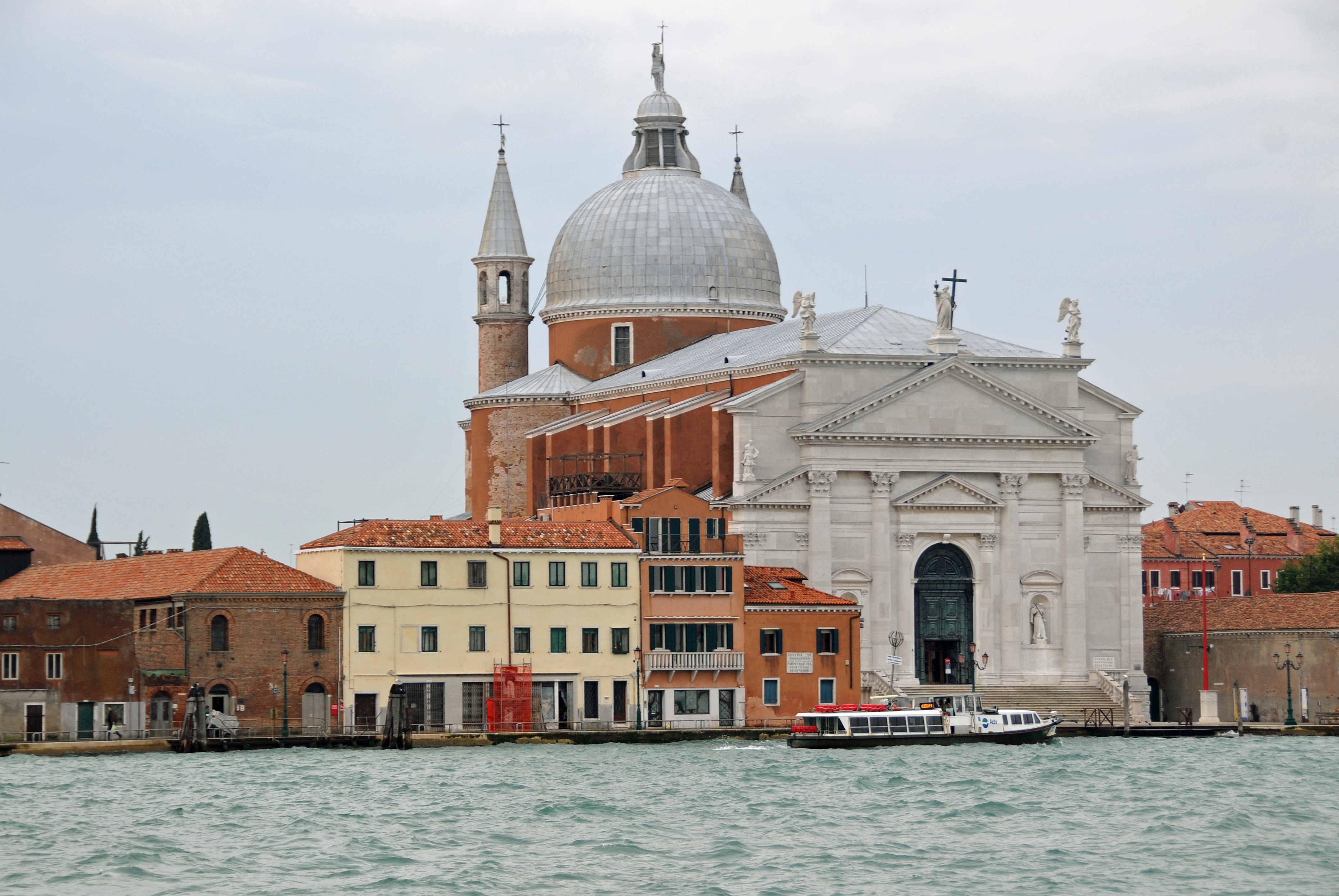
Il Redentore (1577-1592)

### Basílica de San Pedro

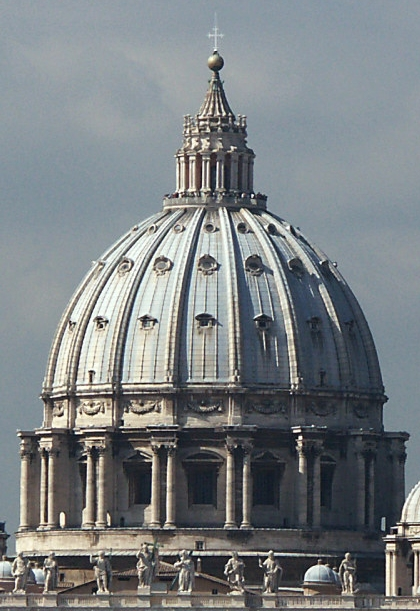
Basílica de San Pedro en Ciudad del Vaticano

El papa Sixto V nombró a Giacomo della Porta y Domenico Fontana en 1588 para comenzar la construcción de la cúpula de la basílica de San Pedro según la maqueta de Miguel Ángel. Hicieron modificaciones a su diseño que se estima que redujeron los esfuerzos de tensión en la cúpula en un 40%, incluido el adelgazamiento de las dos cáscaras cerca de la parte superior, reduciendo el grosor y la proyección exterior de las costillas, elevando la línea elástica en 4.8 metros y cambiando la forma de la cúpula.  Della Porta insistió en elgir un perfil elíptico vertical para la cúpula por razones estructurales, y la construcción comenzó en junio de 1588. La cúpula se completó hasta la base de la linterna en mayo de 1590, unos meses antes de la muerte del papa Sixto V. La linterna y la cubierta de plomo para la cúpula se completaron más tarde, con el orbe y la cruz de bronce levantados en 1592.
La linterna tiene 17 metros de altura y la cúpula tiene 136.57 metros desde la base hasta la parte superior de la cruz.  La cúpula ojival se construyó con 16 costillas y un diámetro interno de 42,7 metros. Comienza sobre el tambor y el attico (la tira decorativa sobre el tambor), que tiene unos 18 metros de altura. Las dos cáscaras de la cúpula son de ladrillo y cada una de ellas tiene aproximadamente 1.19 metros de espesor en la base de la cúpula. Debido a que las cáscaras se separan una de otra a medida que se elevan, el domo tiene un espesor total de 2.7 metros. Las dieciséis costillas conectan las dos cáscaras y están hechas de piedra. La ampliación de la nave de Carlo Maderno, construida entre 1609 y 1614, incluía tramos cubiertos por cúpulas ovaladas con linternas.
Las grietas en la cúpula se notaron ya en 1603, cuando se completaron los mosaicos que cubrían el interior de la cúpula, y se registraron grietas adicionales después de 1631 y en 1742, lo que demostraba la progresión. Luigi Vanvitelli agregó cinco anillos de unión alrededor de la cúpula en 1743-1744. Las cadenas de hierro incluidas en el diseño para contener el empuje lateral del domo han tenido que ser reemplazadas diez veces desde su construcción. El informe de 1748 de Giovanni Poleni sobre el estado de la cúpula, escrito en respuesta a las grietas observadas, anticipó el teorema de seguridad al afirmar «explícitamente que la estabilidad de una estructura puede establecerse de manera inequívoca si se puede demostrar que la línea de empuje yace completamente dentro de la mampostería». Su observación de las grietas en la capa exterior por las costillas ha sido atribuida más recientemente gracias a modelos informáticos a la pesada linterna.